# That’s What I Like
«That’s What I Like» (с англ. — «Это то, что мне нравится») — песня американского певца Бруно Марса, вышедшая 30 января 2017 года в качестве второго сингла с его третьего студийного альбома 24K Magic (2016).
Песня получила три статуэтки «Грэмми» в 2018 году в основных номинациях «Лучшая песня года», «Лучшая R&B песня» и «Лучшее R&B-исполнение».
«That’s What I Like» поставила рекорд по числу авторов и композиторов: сразу восемь соавторов вошло в список награждённых (прошлый рекорд по 4 соавтора удерживали сразу семь песен).
К декабрю 2017 года число просмотров видеоклипа превысило 1 млрд.

## История
Компания All Access впервые сообщила, что запись будет отправлена на 40 топовых радиостанций в конце января. Сингл был отправлен 30 января 2017 года на радиостанции стиля Hot AC в США лейблом Atlantic Records. На следующий день тот же лйбл отправил песню на американские радиостанции стилей contemporary hit radio и rhythmic contemporary. Затем был релиз итальянские радиостанции современных хитов в дату с 3 марта 2017, через лейбл Warner. К 20 апреля 2017 года было записано четыре различных ремикса, доступных по всему миру.
«That’s What I Like» была написана Бруно Марсом в соавторстве с Филиппом Лоуренсом, Кристофером Броуди Брауном, Джеймсом Фунтлероем, Джонатаном Ипом, Рэем Ромулусом, Джереми Ривзом и Рэем Маккалоу II. Её музыкальное производство (звукозапись, обработка записи) было сделано первыми тремя упомянутыми выше музыкантами под их старым псевдонимом Shampoo Press & Curl, наряду с совместным производством последних четырёх соавторов, известных в качестве Stereotypes. Эрик «E-Panda» Эрнандес играл на барабанах, в то время как Марс, Фунтлерой и Лоуренс выступили фоновыми бэк-вокалистами во время записи. Сама запись была сделана и спродюсирована Чарльзом Монизом с дополнительной технической поддержкой Джейкоба Денниса в студии Glenwood Place в Бербанке (штат Калифорния). Микширование записей было сделано Serban Ghenea в студии MixStar Studios в Верджиния-Бич (штат Виргиния), а Джон Хейнс работал в качестве звукоинженера по смешиванию записей. Том Койн провёл мастеринг песни в студии Sterling Sound в Нью-Йорке.
«That’s What I Like» сочетает стили R&B, хип-хоп-соул и нью-джек-свинг и трэп. Песня исполняется с темпом в 134 удара в минуту в тактовом размере, в то время как вокальные партии самого Бруно Марса простираются от A ♭ 3 до D ♭ 5, а также достигают F5 в конце его собственной импровизации (adlibs). Кристофер Р. Вайнгартен из журнала Rolling Stone отметил, что трек «приносит шелковистую атмосферу эры альбома 12 Play соул-певца Ар Келли в бум современного стиля трэп». В обзоре альбома, предоставленном изданием Vulture, Крейг Дженкинс сказал, что «это один из лучших и самых современно звучащих альбомов за последнее время, благодаря убийственному вокалу и со вкусом подобранным барабанным изыскам (хотя, честно говоря, он несет больше, чем мимолетный сходство с ритмикой песни „Kitty Kat“ с альбома B’Day в исполнении Бейонсе и The Neptunes)».

## Коммерческий успех
Сингл дебютировал на позиции № 79 в американском хит-параде Billboard Hot 100 в неделю с 10 декабря 2016. В свою 15-ю неделю пребывания в чарте сингл достиг позиции № 1 и стал 7-м чарттоппером в Hot 100 для Бруно Марса. «24k Magic» получила положительные отзывы музыкальной критики и специализированных сайтов. К 20 апрелю 2017 года было продано 879,000 копий в США.
К сентябрю 2017 было продано 1,625,000 копий в США.
По числу чарттопперов в хит-параде Pop Songs Марс делит первое место с Джастином Тимберлейком среди всех мужчин. Сингл провёл 9 недель на № 1 в чарте Billboard Radio Songs, рекорд для солистов. Что превысило его прошлые достижения в 7 недель на первом месте у синглов «Just the Way You Are» (2010) и «Locked Out of Heaven» (2013). Он провёл 20 недель на первом месте в соул-чарте Hot R&B Songs, поделив этот рекорд с «Starboy» The Weeknd и «One Dance» Дрейка. Сингл провёл 24 недели в лучшей пятёрке Hot 100’s Top Five, став только пятым в истории синглом с таким достижением. Он также провёл 28 недель в лучшей десятке Top-10, став одним из самых долгих там пребываний в истории top 10 чарта Billboard.

## Музыкальное видео
Музыкальное видео вышло 1 марта 2017. Режиссёром были сам Бруно Марс и Jonathan Lia. Видеоклип посмотрели более 1 млрд раз.

## Награды
Полный список источников здесь.
| Год  | Организация                  | Награда                         | Результат |
| ---- | ---------------------------- | ------------------------------- | --------- |
| 2017 | American Music Awards        | Favorite Soul/R&B Song          | Победа    |
| 2017 | American Music Awards        | Video of the Year               | Победа    |
| 2017 | LOS40 Music Awards           | Best International Video (Jury) | Номинация |
| 2017 | MTV Video Music Awards Japan | Best Male Video                 | Победа    |
| 2017 | NAACP Image Awards           | Outstanding Music Video         | Победа    |
| 2017 | NAACP Image Awards           | Outstanding Song, Traditional   | Победа    |
| 2017 | Soul Train Music Awards      | Song of the Year                | Победа    |
| 2017 | Teen Choice Awards           | Choice Song: Male Artist        | Номинация |
| 2017 | Teen Choice Awards           | Choice Summer Song              | Номинация |
| 2017 | Teen Choice Awards           | Choice R&B/Hip-Hop Song         | Номинация |
| 2018 | Grammy Awards                | Песня года                      | Победа    |
| 2018 | Grammy Awards                | Лучшая R&B-песня                | Победа    |
| 2018 | Grammy Awards                | Лучшее R&B-исполнение           | Победа    |
| 2018 | iHeartRadio Music Awards     | Song of the Year                | Ожидается |
| 2018 | iHeartRadio Music Awards     | R&B Song of the Year            | Ожидается |
| 2018 | iHeartRadio Music Awards     | Best Music Video                | Ожидается |

## Живые выступления
Марс исполнил свою песню «That’s What I Like» 12 февраля 2017 года на 59-й церемонии «Грэмми» (Лос-Анджелес, Калифорния), а также 22 февраля 2017 во время вручения премий 2017 Brit Awards (Лондон) и 5 марта 2017 года на iHeartRadio Music Awards (Инглвуд, США).

## Использование на ТВ
Песня Бруно Марса была несколько раз использована в телевизионных сериалах, например, в таких как Crashing, Быть Мэри Джейн и Undressed.

## Список композиций
| №  | Название                                 | Длительность |
| -- | ---------------------------------------- | ------------ |
| 1. | «That's What I Like» (Alan Walker Remix) | 3:14         |

| №  | Название                                            | Длительность |
| -- | --------------------------------------------------- | ------------ |
| 1. | «That's What I Like» (Remix) (featuring Gucci Mane) | 3:54         |

| №  | Название                                   | Длительность |
| -- | ------------------------------------------ | ------------ |
| 1. | «That's What I Like» (PartyNextDoor Remix) | 3:26         |

| №  | Название                               | Длительность |
| -- | -------------------------------------- | ------------ |
| 1. | «That's What I Like» (BLVK JVCK Remix) | 3:45         |

## Участники записи
Место записи
- Записано на студии Glenwood Place Studios, Бербанке (штат Калифорния)
- Смикшировано на студии MixStar Studios, Верджиния-Бич, штат Виргиния.

Участники

| - Бруно Марс — основной вокал, авторство слов и музыки, бэк-вокал - Philip Lawrence — автор, бэк-вокал - Christopher Brody Brown — автор - James Fauntleroy — автор, бэк-вокал - Eric «E-Panda» Hernandez — ударные - Johnathan Yip — автор - Ray Romulus — автор - Jeremy Reeves — автор - Ray McCullough II — автор | - Продюсер звукозаписи — Shampoo Press & Curl - Сопродюсер — The Stereotypes - Звукоинженер — Charles Moniz - Запись — Charles Moniz - Jacob Dennis — ассистент звукозаписи - Serban Ghenea — звукоинженер по микшированию - John Hanes — звукоинженер по микшированию - Том Койн — аудиомастеринг |

Данные по участникам записи адаптированы записей на сингле 24K Magic, Atlantic Records.

## Позиции в чартах

### Еженедельные чарты
| Чарт (2017)                             | Высшая позиция |
| --------------------------------------- | -------------- |
| Аргентина (Monitor Latino)              | 11             |
| Аргентина (Monitor Latino)              | 4              |
| Австралия (ARIA)                        | 5              |
| Австрия (Ö3 Austria Top 40)             | 54             |
| Бельгия/Фландрия (Ultratop 50)          | 3              |
| Бельгия/Валлония (Ultratop 50)          | 8              |
| Бразилия (Brasil Hot 100 Airplay)       | 2              |
| Бразилия (Billboard Brasil Pop Airplay) | 7              |
| Канада (Billboard Canadian Hot 100)     | 3              |
| Канада (Billboard AC)                   | 17             |
| Канада (Billboard CHR/Top 40)           | 2              |
| Канада (Billboard Hot AC)               | 2              |
| Колумбия (National-Report)              | 40             |
| Чехия (Rádio — Top 100)                 | 54             |
| Чехия (Singles Digitál Top 100)         | 16             |
| Дания (Tracklisten)                     | 18             |
| Франция (SNEP)                          | 42             |
| Германия (GfK)                          | 51             |
| Guatemala (Monitor Latino)              | 14             |
| Венгрия (Single Top 40)                 | 33             |
| Венгрия (Stream Top 40)                 | 20             |
| Ирландия (IRMA)                         | 20             |
| Италия (FIMI)                           | 34             |
| Япония (Billboard Japan Hot 100)        | 43             |
| Malaysia (RIM)                          | 3              |
| Нидерланды (Dutch Top 40)               | 19             |
| Нидерланды (Single Top 100)             | 24             |
| Новая Зеландия (Recorded Music NZ)      | 4              |
| Норвегия (VG-lista)                     | 40             |
| Paraguay (Monitor Latino)               | 8              |
| Philippines (Philippine Hot 100)        | 2              |
| Польша (Polish Airplay Top 100)         | 39             |
| Португалия (AFP)                        | 7              |
| South Korea International Chart (Gaon)  | 7              |
| Шотландия (OCC Scotland)                | 18             |
| Словакия (Singles Digitál Top 100)      | 29             |
| Испания (PROMUSICAE)                    | 34             |
| Швеция (Sverigetopplistan)              | 51             |
| Швейцария (Schweizer Hitparade)         | 39             |
| Великобритания (OCC UK Singles)         | 12             |
| США (Billboard Hot 100)                 | 1              |
| США (Billboard Hot R&B/Hip-Hop Songs)   | 1              |
| США (Billboard Adult Contemporary)      | 12             |
| США (Billboard Adult Pop Airplay)       | 2              |
| США (Billboard Dance Club Songs)        | 25             |
| США (Billboard Pop Airplay)             | 1              |
| США (Billboard Rhythmic)                | 1              |
| Venezuela Top 100 (Record Report)       | 65             |
| Venezuela English (Record Report)       | 3              |
| Venezuela Pop (Record Report)           | 17             |

### Годовые итоговые чарты
| Чарт (2017)                           | Позиция |
| ------------------------------------- | ------- |
| Аргентина (Monitor Latino)            | 24      |
| Австралия (ARIA)                      | 25      |
| Бельгия (Ultratop Flanders)           | 24      |
| Бельгия (Ultratop Wallonia)           | 50      |
| Канада (Canadian Hot 100)             | 7       |
| Израиль (Media Forest)                | 20      |
| Нидерланды (Single Top 100)           | 76      |
| Новая Зеландия (Recorded Music NZ)    | 5       |
| UK Singles (Official Charts Company)  | 36      |
| США Billboard Hot 100                 | 3       |
| США Hot R&B/Hip-Hop Songs (Billboard) | 1       |
| США Adult Top 40 (Billboard)          | 10      |
| США Mainstream Top 40 (Billboard)     | 2       |
| США Rhythmic (Billboard)              | 4       |

## Сертификации
| Регион | Сертификация  | Продажи    |
| --- | ------------- | ---------- |
| Австралия (ARIA) | 4× Платиновый | 280 000    |
| Бельгия (BEA) | Платиновый    | 20 000     |
| Канада (Music Canada) | 7× Платиновый | 560 000    |
| Дания (IFPI Danmark) | Платиновый    | 90 000     |
| Франция (SNEP) | Платиновый    | 133 333    |
| Германия (BVMI) | Золотой       | 200 000    |
| Италия (FIMI) | Платиновый    | 50 000     |
| Новая Зеландия (RMNZ) | 7× Платиновый | 210 000    |
| Польша (ZPAV) | Платиновый    | 50 000     |
| Португалия (AFP) | Платиновый    | 10 000     |
| Испания (PROMUSICAE) | Платиновый    | 40 000     |
| Швеция (GLF) | Золотой       | 20 000     |
| Великобритания (BPI) | 2× Платиновый | 1 200 000  |
| США (RIAA) | Бриллиантовый | 10 000 000 |
| Стриминг |               |            |
| Япония (RIAJ) | Золотой       | 50 000 000 |
| Данные о продажах + прослушиваниях приведены только на основе сертификации. · Данные только о прослушиваниях приведены на основе сертификации. |               |            |

## История выхода
| Регион         | Дата            | Формат                 | Лейбл    | Ссылки  |
| -------------- | --------------- | ---------------------- | -------- | ------- |
| США            | 30 января 2017  | Hot AC radio           | Atlantic | [ 1 ]   |
| США            | 31 января 2017  | Contemporary hit radio | Atlantic | [ 6 ]   |
| США            | 31 января 2017  | Rhythmic contemporary  | Atlantic | [ 7 ]   |
| Великобритания | 24 февраля 2017 | Contemporary hit radio | Atlantic | [ 123 ] |
| Италия         | 3 марта 2017    | Contemporary hit radio | Warner   | [ 8 ]   |
| Мир            | 20 апреля 2017  | Digital Download       | Atlantic | [ a ]   |

### Замечание
1. ↑  К 20 апрелю 2017 года вышло четыре разных ремикса, включая Alan Walker, BLVK JVCK, Gucci Mane и PartyNextDoor[40][41][42][43].